# Rasmus Bramsen
Rasmus Bramsen (6 de noviembre de 2003) es un deportista danés que compite en tiro con arco, en la modalidad de arco compuesto. Ganó una medalla de bronce en el Campeonato Europeo de Tiro con Arco al Aire Libre de 2024, en la prueba por equipo.

## Palmarés internacional
| Campeonato Europeo al Aire Libre | Campeonato Europeo al Aire Libre | Campeonato Europeo al Aire Libre | Campeonato Europeo al Aire Libre |
| Año                              | Lugar                            | Medalla                          | Prueba                           |
| -------------------------------- | -------------------------------- | -------------------------------- | -------------------------------- |
| 2024                             | Essen (Alemania)                 | Medalla de bronce                | Equipo                           |